# سیارک ۸۹۸۳
سیارک ۸۹۸۳ (به انگلیسی: 8983 Rayakazakova، نامگذاری:1977ED1) هشت هزار و نهصد و هشتاد و سومین سیارک کشف شده‌است که در ۱۳ مارس ۱۹۷۷ کشف شد.
قدر مطلق سیارک برابر ۵۱.۲ است.